# ゲオルク・ドナトゥス・フォン・ヘッセン＝ダルムシュタット
ゲオルク・ドナトゥス・フォン・ヘッセン＝ダルムシュタット（ドイツ語: Georg Donatus von Hessen-Darmstadt, 1906年11月8日 - 1937年11月16日）は、ドイツ・ヘッセン大公国の大公世子、およびヘッセン大公家家長（1937年）。全名はゲオルク・ドナトゥス・ヴィルヘルム・ニコラウス・エドゥアルト・ハインリヒ・カール（Georg Donatus Wilhelm Nikolaus Eduard Heinrich Karl）。愛称はドン(Don)。

## 生涯
ゲオルク・ドナトゥスはヘッセン大公エルンスト・ルートヴィヒとその2番目の妻でゾルムス＝ホーエンゾルムス＝リッヒ侯ヘルマンの娘であるエレオノーレの間に長男として生まれた。ゲオルクは1931年2月2日にギリシャ王子アンドレアスの娘セシリアと結婚し、間に2男1女をもうけた。ゲオルク・ドナトゥスは1937年5月1日に妻と一緒にナチス党に入党した。
1937年10月9日に父エルンスト・ルートヴィヒが死ぬと、ゲオルク・ドナトゥスはヘッセン大公家家長となった。その1ヶ月後の11月16日、弟ルートヴィヒのロンドンでの結婚式に出席するため、ゲオルク・ドナトゥスは母と妻と二人の息子、子供たちの乳母、家族の友人とともにダルムシュタットで飛行機に搭乗した。ところが飛行機はオーステンデ近郊のステーンにある工場の煙突に激突して墜落、乗客乗員全員が死亡した。ゲオルク・ドナトゥスの子供のうち末娘のヨハンナだけは飛行機に搭乗しなかったため助かったが、1939年には髄膜炎のために2歳で死亡している。
飛行機事故で亡くなったヘッセン大公家の5人の遺骸は、ダルムシュタットのローゼンヘーエ公園にあるエルンスト・ルートヴィヒ大公の墓所の隣に埋葬された。

## 子女
- ルートヴィヒ（1931年10月25日 - 1937年11月16日）
- アレクサンダー（1933年4月14日 - 1937年11月16日）
- ヨハンナ（1936年9月20日 - 1939年6月14日）

| 先代 エルンスト・ルートヴィヒ | ヘッセン大公家家長 1937年 | 次代 ルートヴィヒ |